# لکیتیو
لکیتیو (به اسپانیایی: Lequeitio) یک شهر کوچک در استان بیسکای در منطقه خودمختار سرزمین باسک در اسپانیا است که در ۵۳ کیلومتری شمال بیلبائو قرار دارد. شهرداری دارای ۷٬۲۹۳ نفر جمعیت (۲۰۰۵) و یکی از مهمترین بنادر ماهیگیری ساحل باسک است. گردشگری نقش مهمی در فصل تابستان دارد، شهر یکی از مراکز ساحلی پر رفت‌وآمد با یک ساحل به نام ایسونزا و ساحل کاراسپیو در شهر مندکسا می‌شود.

مهمترین بنای یادبود کلیسای سانتا ماریا است که یک بازیلیکا به سبک معماری گوتیک از قرن پانزده میلادی است.